# La Cène d'Emmaüs (Vélasquez, New York)
Pour les articles homonymes, voir La Cène d'Emmaüs.
La Cène d'Emmaüs est une huile sur toile de Diego Vélasquez peinte entre 1619 et 1622. Elle représente le repas pris par Jésus et deux apôtres après la résurrection. La toile est conservée au Metropolitan Museum of Art de New York.

## Historique
La toile fut mise au jour par Aureliano de Beruete en 1898s.
Un grand éventail de date fut proposé pour la réalisation de la toile, depuis la période sévillane en 1619, jusqu'au retour du peintre d'Italie, en 1630. La Fuente Ferrari propose 1622, après le retour du peintre de Madrid où il fut invité à regarder les collections de peintures royales.
La toile est recoupée sur ses quatre côtés.

## Description
Dans un clair obscur, Jésus et deux apôtres sont représentés autour d'une table. Jésus est à gauche, les deux apôtres se font face au milieu. L'apôtre qui est de dos au spectateur au premier plan tend un bras. Le clair obscur éclaire Jésus, vêtu de rouge, pendant que les deux autres personnages restent dans l'ombre et portent des couleurs plus sombres : bleu et brun.